# Primera División de baloncesto 1981-82
La temporada 1981-82 de la Liga Española de Baloncesto fue la vigésimo sexta edición de dicha competición. La formaron 14 equipos, jugando todos contra todos a doble vuelta. Los tres últimos clasificados descendían directamente. Comenzó el 18 de octubre de 1981 y finalizó el 18 de abril de 1982. El campeón fue por vigésimo primera vez el Real Madrid.

## Equipos participantes
| Equipo                | Sede                       |
| --------------------- | -------------------------- |
| FC Barcelona          | Barcelona                  |
| Real Madrid CF        | Madrid                     |
| CB Areslux Granollers | Granollers                 |
| CAI Zaragoza          | Zaragoza                   |
| CB Canarias           | San Cristóbal de La Laguna |
| CB Miñón Valladolid   | Valladolid                 |
| Club Juventud         | Badalona                   |
| CB Cotonificio        | Badalona                   |
| CD Manresa            | Manresa                    |
| CB Estudiantes        | Madrid                     |
| CB OAR Ferrol         | Ferrol                     |
| Caja de Ronda         | Málaga                     |
| RC Náutico            | Santa Cruz de Tenerife     |
| CE La Salle Barcelona | Barcelona                  |

## Clasificación
| Pos. | Equipo                    | Pts. | PJ | G  | E | P  | GF   | GC   | Dif. | Clasificación o descenso             |
| ---- | ------------------------- | ---- | -- | -- | - | -- | ---- | ---- | ---- | ------------------------------------ |
| 1    | Real Madrid               | 75   | 26 | 25 | 0 | 1  | 2897 | 2253 | +644 | Clasificado para la Copa de Europa   |
| 2    | FC Barcelona              | 72   | 26 | 24 | 0 | 2  | 2818 | 2204 | +614 | Clasificado para la Recopa de Europa |
| 3    | CB Cotonificio            | 60   | 26 | 20 | 0 | 6  | 2565 | 2203 | +362 |                                      |
| 4    | Miñón Valladolid          | 49   | 26 | 16 | 1 | 9  | 2509 | 2420 | +89  | Clasificado para la Copa Korać       |
| 5    | CAI Zaragoza              | 45   | 26 | 15 | 0 | 11 | 2539 | 2433 | +106 | Clasificado para la Copa Korać       |
| 6    | Club Joventut de Badalona | 45   | 26 | 15 | 0 | 11 | 2437 | 2362 | +75  | Clasificado para la Copa Korać       |
| 7    | Manresa EB                | 39   | 26 | 13 | 0 | 13 | 2262 | 2371 | −109 |                                      |
| 8    | CB OAR Ferrol             | 36   | 26 | 12 | 0 | 14 | 2284 | 2258 | +26  | Clasificado para la Copa Korać       |
| 9    | Areslux Granollers        | 34   | 26 | 11 | 1 | 14 | 2340 | 2293 | +47  |                                      |
| 10   | Caja de Ronda             | 31   | 26 | 10 | 1 | 15 | 2104 | 2185 | −81  |                                      |
| 11   | CB Estudiantes            | 31   | 26 | 10 | 1 | 15 | 2207 | 2446 | −239 |                                      |
| 12   | CB Canarias               | 14   | 26 | 4  | 2 | 20 | 2422 | 2696 | −274 | Descenso a Primera División B        |
| 13   | CE La Salle Barcelona     | 9    | 26 | 3  | 0 | 23 | 2028 | 2736 | −708 | Descenso a Primera División B        |
| 14   | RC Náutico                | 3    | 26 | 1  | 0 | 25 | 2081 | 2633 | −552 | Descenso a Primera División B        |

 Fuente: Linguasport
| Campeón 1982 |
| ------------ |
| Real Madrid  |

## Máximos anotadores
| Pos. | Nombre          | Equipo | Puntos | Partidos | PPP  |
| ---- | --------------- | ------ | ------ | -------- | ---- |
| 1.   | Larry McNeill   | CAN    | 894    | 26       | 34.4 |
| 2.   | Brian Jackson   | COT    | 767    | 26       | 29.5 |
| 3.   | Nate Davis      | VAD    | 763    | 26       | 29.3 |
| 4.   | Claude Gregory  | CAI    | 730    | 25       | 29.2 |
| 5.   | Wayne McCoy     | EST    | 719    | 26       | 27.7 |
| 6.   | Essie Hollis    | GRA    | 702    | 26       | 27.0 |
| 7.   | Ron Scales      | NAU    | 484    | 18       | 26.9 |
| 8.   | Chicho Sibilio  | FCB    | 687    | 26       | 26.4 |
| 9.   | Mirza Delibašić | RMA    | 659    | 26       | 25.3 |
| 10.  | Greg Bunch      | MAN    | 630    | 26       | 24.2 |